# حمام مامونیه
حمام مامونیه مربوط به دوره قاجار است و در شهرستان زرندیه، بخش مرکزی، شهر مامونیه، کوچه امامزاده منصور واقع شده و این اثر در تاریخ ۲۵ آبان ۱۳۸۷ با شمارهٔ ثبت ۲۳۸۰۷ به‌عنوان یکی از آثار ملی ایران به ثبت رسیده است.